# INSPO
INSPO (Internet a informační systémy pro osoby se specifickými potřebami) je konference, jenž se pořádá v rámci BMI (Březen - měsíc Internetu) každý rok v Kongresovém centru v Praze. Setkávají se zde hendikepovaní uživatelé s webmastery, zástupci organizací a podnikatelů. Tradičně je program rozdělen na dopolední a odpolední část. Dopoledne je společný program pro všechny, po obědě již probíhá jednání v rámci sekce Tvorba přístupného webu a v sekci Internet a osoby se zdravotním postižením na trhu práce. Na konferenci je potřeba se vzhledem ke každoročnímu vysokému zájmu dostatečně brzy registrovat.